# Souris à longue queue
Vandeleuria oleracea
Espèce
Synonymes
- Vandeleuria nilagirica Phillips, 1929
 ssp. nolthenii
- Vandeleuria nolthenii Phillips, 1929
 (préféré par UICN)

Statut de conservation UICN

 LC  : Préoccupation mineure
La Souris à longue queue (Vandeleuria oleracea) est une espèce de rongeurs de la famille des Muridae. Cette souris très rare est une espèce menacée. Elle se situe en Asie du Sud et du Sud-Est.